# おかざきなな
おかざき なな（本名：岡崎 奈奈、1961年1月22日 - ）は、日本のタレント。実業家。東京都出身。AB型。

## 経歴
- 18歳で女優デビュー。

- 25歳で結婚したが28歳離婚。

- 現在は、全国各地でセミナー活動を行う。
- 2018年7月より、マネージメント業務をPFH Entertainmentへ委託（現在は契約解消）。

## 出演

### テレビ番組
- 特報首都圏（NHK総合、2009年）
- 有吉AKB共和国（TBS、2010年7月5日 - 不定期出演）
- バナナマンのブログ刑事（東海テレビ、2011年）
- お笑いワイドショー マルコポロリ!（関西テレビ、2011年）
- スター☆ドラフト会議（日本テレビ、2011年）
- Oh!どや顔サミット（ABC、2011年）[1]
- キキミミ!（関西テレビ、2011年8月30日）
- カキューン!!（関西テレビ、2011年12月1日、12月8日）
- 高柳明音(SKE48)の「翼をください」（BSフジ、2014年6月26日）
- バイキング（フジテレビ、2015年3月24日）
- 5時に夢中!（TOKYO MX、2015年9月10日、2017年8月31日） - 代打MC、代打黒船特派員。その後も、特集コーナー（木曜）に時折出演。
- 探偵!ナイトスクープ （ABC、2022年1月14日）

### ラジオ
- おはよう!スプーン（アール・エフ・ラジオ日本、2011年）

## 著書
- 魅力の法則―7秒で魅了するテクニック（2009年2月3日、こう書房）ISBN 978-4769609957
- たった1秒で愛される 女優メソッド（2011年2月1日、講談社）ISBN 978-4062168298